# Enzo Adrián Ruiz
Enzo Adrián Ruiz (Rosario, 20 giugno 1989) è un calciatore argentino, difensore svincolato.

## Palmarès

### Club

#### Competizioni nazionali
- Challenge League: 1

Valletta: 2024-2025